# GNU arch
Pour les articles homonymes, voir Arch.
GNU arch est un logiciel de gestion de versions et de gestion de configuration utilisé en développement logiciel.

## Historique
GNU arch est développé par Tom Lord, puis maintenu pour le projet GNU par Andy Tai. Ce logiciel libre, toujours disponible selon les termes de la licence GNU GPL 2.0 ou ultérieur, n'est plus maintenu. Bazaar est le DVCS officiel du projet GNU.

## Caractéristiques techniques
Arch présente de nombreux avantages, comparé aux autres systèmes de contrôle de révision. 
Notamment :

### Travail sur l'ensemble de l'arborescence
Arch suit l'ensemble de l'arborescence -- et pas seulement des fichiers individuels. Par exemple, on peut changer de nombreux fichiers dans une arborescence, arch peut enregistrer tous ces changements comme un ensemble de changements, plutôt que fichier par fichier. Si on renomme les fichiers ou si on réorganise l'arborescence, arch est capable d'enregistrer ces modifications, de la même manière qu'il le fait lors des modifications de fichiers.

### Orienté changeset
Le terme de changeset, d'origine anglaise est composé de deux mots de la langue anglaise: le mot change désignant une modification et le mot set désignant un ensemble. Toutefois, un changeset est un ensemble de modifications.
Arch ne crée pas uniquement des snapshots des arborescences de vos projets. Il associe plutôt chaque révision avec un changeset particulier : une description précise de ce qui a changé. Arch fournit ainsi des commandes orientées changeset qui facilitent la relecture de ces changements, la fusion (merge) d'arborescences en appliquant les modifications, l'analyse de l'historique d'une arborescence en demandant quels changements y ont été appliqués, et ainsi de suite.
Le terme snapshot, est composé de l'anglais to snap, qui désigne l'action de prendre une photo, et de shot, « un coup ». Toutefois, un snapshot est un instantané ou un cliché.

### Intégralement réparti
Arch ne repose pas sur une « distribution centralisée ». Par exemple, il n'est pas indispensable de donner un accès en écriture à tous les contributeurs importants d'un projet. Au lieu de cela, chaque contributeur peut avoir sa propre archive pour son travail. Arch opère en souplesse parmi les liens entre les archives.